# UVK Multicines
UVK Multicines es una cadena de cines peruanos surgida en 1998, con la inauguración de su primera multisala en el centro comercial Larcomar (distrito de Miraflores). Luego siguieron sus locales en el Centro Comercial Caminos del Inca (distrito de Surco), Centro Comercial Marina Park (distrito de San Miguel) y San Martín (en el distrito del Centro de Lima); todos estos recintos mencionados, ubicados en la ciudad de Lima.  
No obstante, en los tres primeros centros comerciales mencionados con anterioridad, UVK ya no está en operaciones. Larcomar terminó su contrato con ellos tras el accidente en 2016 en el cine miraflorino, provocando su cierre. En el Centro Comercial Caminos del Inca, UVK decidió venderle sus instalaciones a Cineplanet en 2019 y el Centro Comercial Marina Park cerró como tal en 2010, haciendo que el UVK de allí también cierre al poco tiempo. Actualmente, en la ciudad de Lima, aparte de la sede San Martín, UVK está presente en el Centro Comercial Agustino Plaza (distrito de El Agustino). Aparte de las dos nombradas, la cadena de cines posee dos sedes adicionales que brindan un servicio premium, las cuales se hacen llamar "UVK Platino", estas son UVK Platino Panorama (distrito de Surco) y el extinto UVK Platino Basadre (distrito de San Isidro), cerró en 2020.  
Con el afán de descentralizar sus salas de cine, UVK abrió sus puertas en la provincia de Cañete, en el distrito de Asia, específicamente en su zona balnearia, siendo un cine que solo abre durante la temporada de verano. El primer lugar donde se abrió un UVK, fuera del departamento de Lima, fue en la ciudad de Trujillo en abril de 2006, contó con una sala en la Plaza de Armas, pero que cerró en agosto de 2016, en Arequipa en noviembre de 2007, el cual contó con 2 salas y cerró en marzo de 2020 y en Ica en el año 2005, el cual contó con 4 salas, pero que cerró en 2019. UVK posee locales en las ciudades de Ilo y Tumbes, anteriormente tuvieron locales en Piura, Huacho y Asia.   
Compite con Cineplanet, Cinépolis, Cinemark, CineStar, Cinerama y Movie Time, las otras cadenas de cine que poseen instalaciones en diversas ciudades del Perú.

## Enlaces
- UVK Multicines

- Datos: Q6155103